# Олег Гордијевски
Олег Гордијевски (рус. Олег Антонович Гордиевский; Москва, 10. октобар 1938 — Сари,  4. март 2025) био је руско-британски дупли шпијун. Био је пуковник КГБ-а у Совјетском Савезу, сарађивао је са британским (MI6) од 1974. до 1985. године. Издао га је Алдрих Ејмс, шеф контраобавештајне службе CIA у Совјетском Савезу, који је сарађивао са КГБ-ом од 1985. године. Олег Гордијевски је био једини агент кога је Ејмс издао а који је успео да побегне.

## Дела
- Gordievsky, Oleg; Andrew, Christopher (1990). KGB: The Inside Story. Hodder & Stoughton. ISBN 0-340-48561-2.
- Gordievsky, Oleg; Andrew, Christopher (1990). The KGB. HarperCollins. ISBN 0-06-016605-3.
- Gordievsky, Oleg; Andrew, Christopher (1991). Instructions from the Centre: Top Secret Files on KGB Foreign Operations, 1975–85. Hodder & Stoughton. ISBN 0-340-56650-7.
- Gordievsky, Oleg; Andrew, Christopher (1992). More Instructions from the Centre: Top Secret Files on KGB Foreign Operations, 1975–85. Frank Cass Publishers. ISBN 0-7146-3475-1.
- Gordievsky, Oleg (1995). Next Stop Execution. Macmillan. ISBN 0-333-62086-0. Autobiography.
- Jakob Andersen with Oleg Gordievsky: De Røde Spioner – KGB's operationer i Danmark fra Stalin til Jeltsin, fra Stauning til Nyrup, Høst & Søn, Copenhagen (2002).